# Keith Lowe
Pour les articles homonymes, voir Lowe et Keith Lowe (homonymie).
Keith Lowe est un footballeur anglais né le 13 septembre 1985 à Wolverhampton. Il évolue au poste de défenseur avec les Kidderminster Harriers.

## Biographie
Keith Lowe dispute 31 matchs en deuxième division anglaise avec les Wolverhampton Wanderers, Burnley et les Queens Park Rangers.

## Clubs
| Saison    | Club                            | Pays           |
| --------- | ------------------------------- | -------------- |
| 2004-2005 | Wolverhampton Wanderers         | Angleterre     |
| 2005      | Burnley (prêt)                  | Angleterre     |
| 2006      | Queens Park Rangers (prêt)      | Angleterre     |
| 2006      | Swansea City (prêt)             | Pays de Galles |
| 2006      | Brighton and Hove Albion (prêt) | Angleterre     |
| 2006      | Cheltenham Town (prêt)          | Angleterre     |
| 2007      | Cheltenham Town (prêt)          | Angleterre     |
| 2007-2008 | Port Vale (prêt)                | Angleterre     |
| 2008-2009 | Kidderminster Harriers          | Angleterre     |
| 2009-2010 | Hereford United                 | Angleterre     |
| 2010-2014 | Cheltenham Town                 | Angleterre     |
| 2013-2014 | → York City                     | Angleterre     |
| 2014-     | York City                       | Angleterre     |

## Palmarès
- Macclesfield Town
  - Vainqueur du National League (D5) en 2018.